# Weltnerium convexum
Weltnerium convexum is een rankpootkreeftensoort uit de familie van de Scalpellidae. De wetenschappelijke naam van de soort is voor het eerst geldig gepubliceerd in 1921 door Nilsson-Cantell.